# Freiheitsentziehung
Freiheitsentziehung bzw. Freiheitsentzug (vor allem in Österreich und der Schweiz) ist ein Eingriff in das international anerkannte Menschenrecht auf persönliche Freiheit durch staatliche Organe.

## Bedeutung

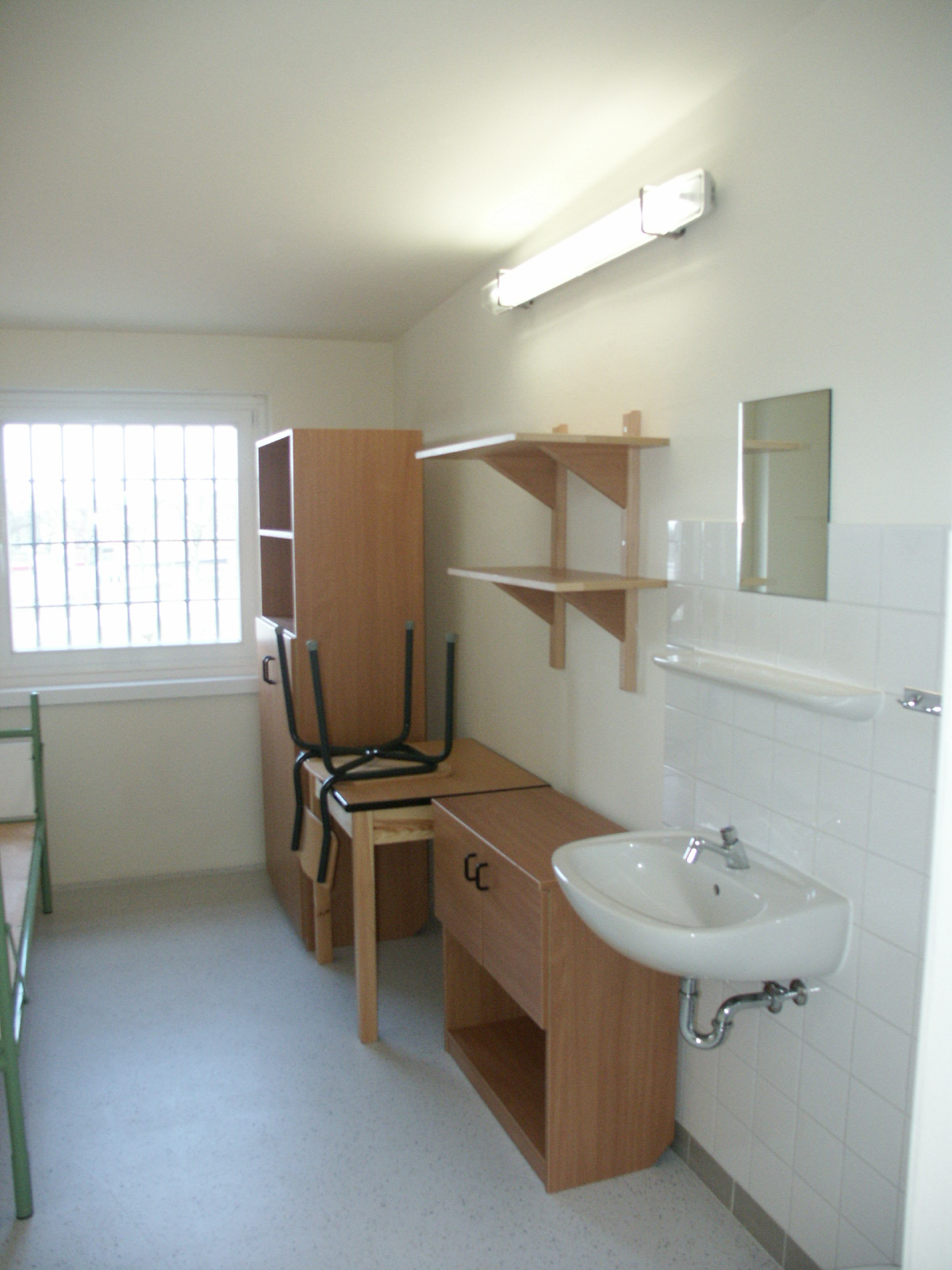
Renovierter Haftraum JVA Fuhlsbüttel

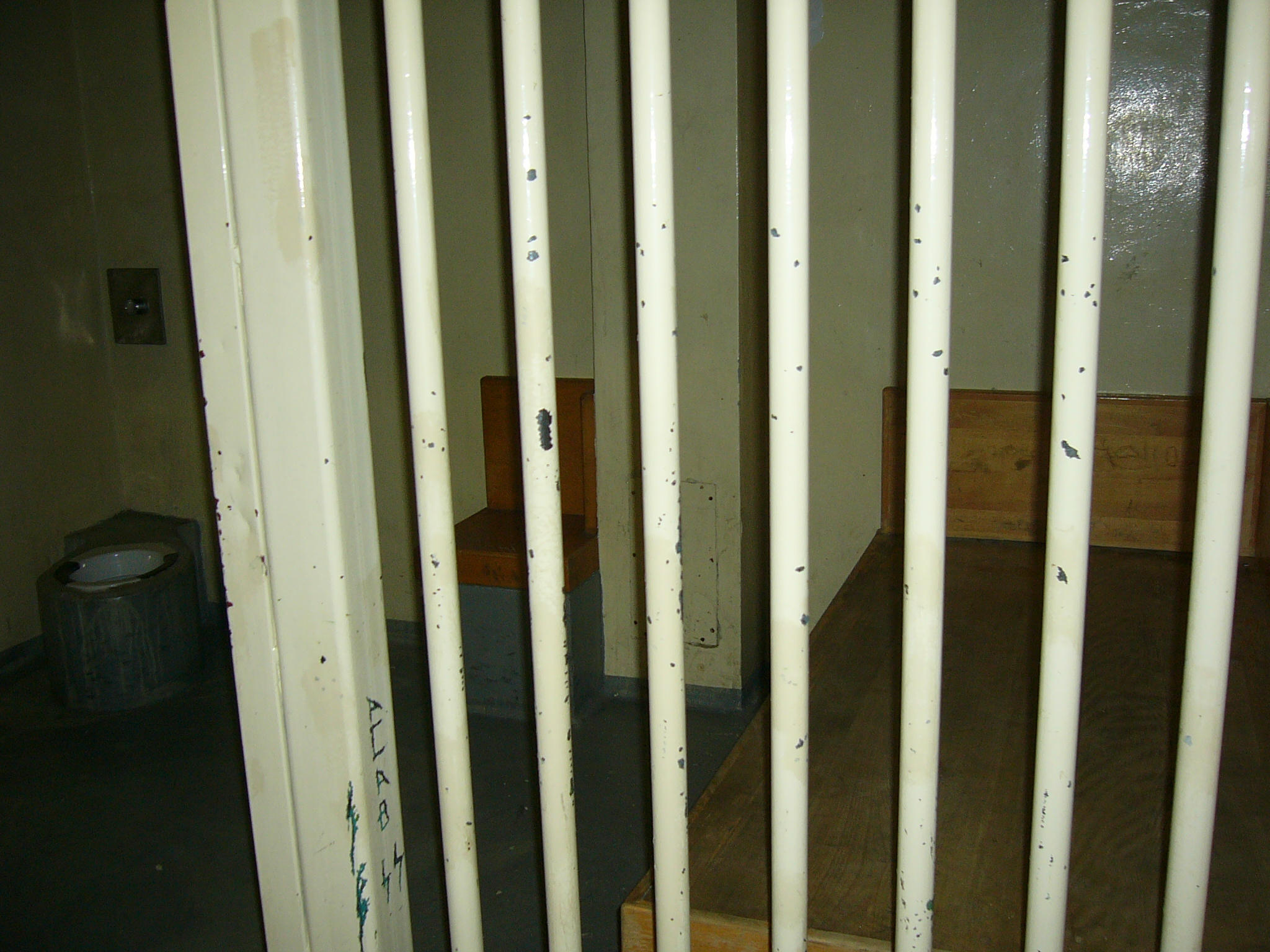
Gewahrsamszelle der Polizei

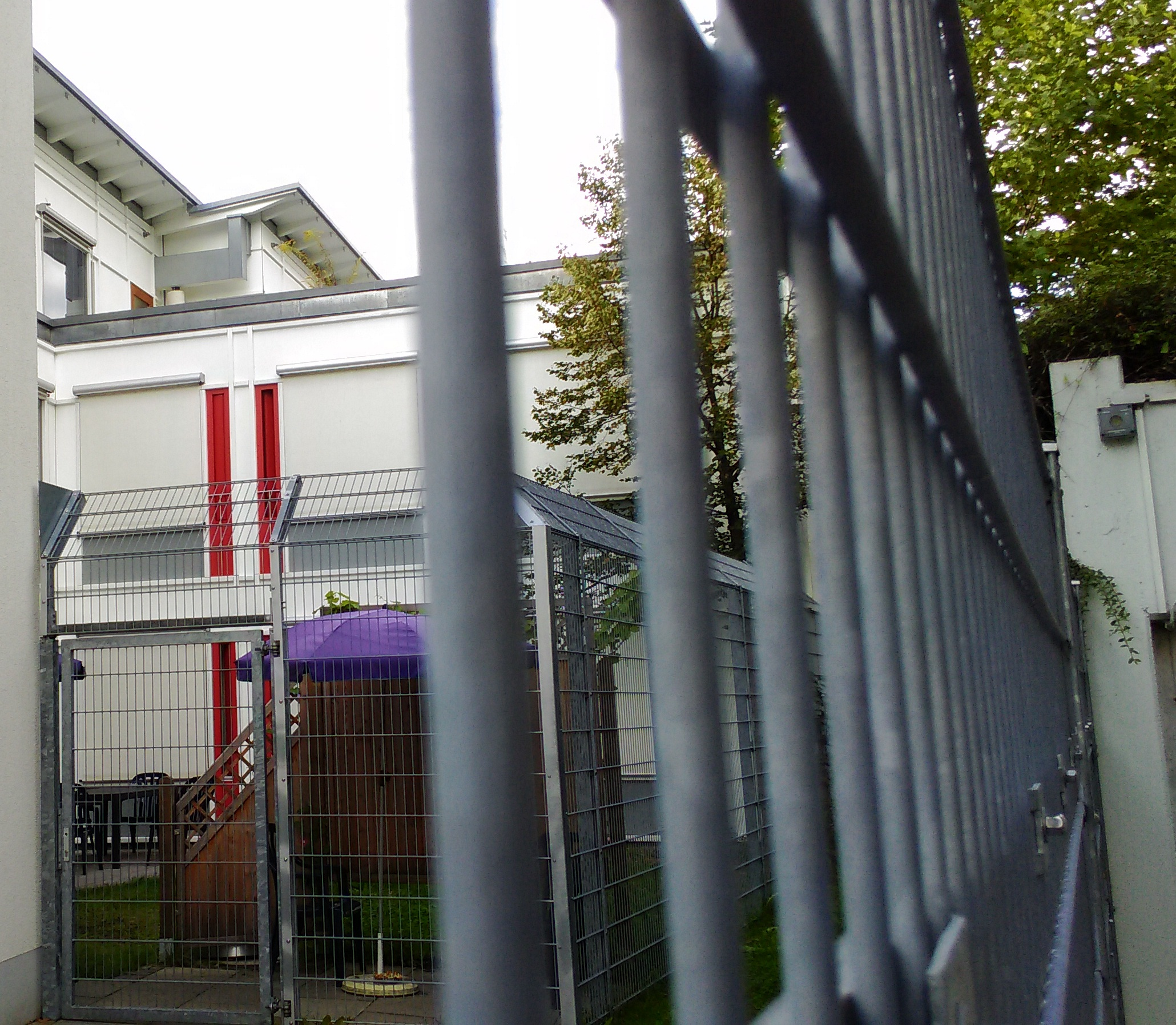
Umzäunter Spielplatz einer geschlossenen Abteilung für Kinder- und Jugendpsychiatrie (Heckscher-Klinikum München)

Nach Art. 3 der Allgemeinen Erklärung der Menschenrechte (UN-Menschenrechtscharta) und nach Art. 5 Abs. 1 Satz 1 der Europäischen Menschenrechtskonvention (EMRK) hat jede Person das Recht auf Freiheit und Sicherheit. Die Freiheitsentziehung bedarf einer gesetzlichen Regelung (Gesetzesvorbehalt, Art. 5 Abs. 1 Satz 2 EMRK) und unterliegt der gerichtlichen Kontrolle (Richtervorbehalt, Art. 5 Abs. 3 und 4 EMRK). Die unrechtmäßige Festnahme oder Freiheitsentziehung begründet einen Anspruch auf Schadensersatz (Art. 5 Abs. 5 EMRK).
Nach Art. 5 Abs. 1 Satz 2 EMRK darf die Freiheit nur in bestimmten Fällen und nur aufgrund gesetzlicher Verfahren entzogen werden:
- Freiheitsentziehung nach Verurteilung durch ein zuständiges Gericht wie Freiheitsstrafe und Maßregeln der Besserung und Sicherung
- Festnahme oder Freiheitsentziehung wegen Nichtbefolgung einer rechtmäßigen gerichtlichen Anordnung oder zur Erzwingung der Erfüllung einer gesetzlichen Verpflichtung (Beispiele: Erzwingungs-, Zwangs- und Ordnungshaft als Beugemittel)
- Festnahme oder Freiheitsentziehung zur Vorführung vor die zuständige Gerichtsbehörde, wenn hinreichender Verdacht besteht, dass die betreffende Person eine Straftat begangen hat oder wenn begründeter Anlass zu der Annahme besteht, dass es notwendig ist, sie an der Begehung einer Straftat oder an der Flucht nach Begehung einer solchen zu hindern, insbesondere die Vorführung eines ausgebliebenen Angeklagten, Polizeigewahrsam und Untersuchungshaft
- Freiheitsentziehung bei Minderjährigen zum Zweck überwachter Erziehung oder zur Vorführung vor die zuständige Behörde (geschlossene Heimunterbringung, polizeiliche Ingewahrsamnahme jugendlicher Herumtreiber und Straßenkinder nach den Landespolizeigesetzen)
- Freiheitsentziehung mit dem Ziel, eine Verbreitung ansteckender Krankheiten zu verhindern, sowie bei psychisch Kranken, Alkohol- oder Rauschgiftsüchtigen und Landstreichern (sicherheitsrechtliche Aufenthaltsverbote, freiheitsentziehende Unterbringung)
- Festnahme oder Freiheitsentziehung zur Verhinderung der unerlaubten Einreise sowie bei Personen, gegen die ein Ausweisungs- oder Auslieferungsverfahren im Gange ist (Abschiebe- und Auslieferungshaft).

Ergänzend sieht die UN-Konvention gegen das Verschwindenlassen von Personen in Art. 17 vor, dass niemand geheim in Haft gehalten werden und mit seiner Familie, seinem Rechtsbeistand oder jeder anderen Person seiner Wahl Kontakt aufnehmen darf, außerdem ein amtliches Register oder amtliche Akten über die Personen, denen die Freiheit entzogen ist, geführt werden müssen.
Im Oktober 2004 entschied der Europäische Gerichtshof für Menschenrechte (EGMR) in der Beschwerdesache H. L. gegen das Vereinigte Königreich über die Unzulässigkeit einer Freiheitsentziehung aufgrund des Mental Health Acts und sprach dem Beschwerdeführer eine Entschädigung zu.

## Deutschland
Die Freiheit der Person schützt gem. Art. 2 Abs. 2 Satz 2 GG die im Rahmen der geltenden allgemeinen Rechtsordnung gegebene tatsächliche körperliche Bewegungsfreiheit vor staatlichen Eingriffen, insbesondere vor Verhaftung, Festnahme und ähnlichen Maßnahmen des unmittelbaren Zwangs.
Die Freiheitsentziehung (Art. 104 Abs. 2 GG) grenzt das Bundesverfassungsgericht gegen die Freiheitsbeschränkung (Art. 104 Abs. 1 GG) nach der Intensität des Eingriffs ab. Die Freiheitsentziehung ist danach die schwerste Form der Freiheitsbeschränkung. Eine Freiheitsbeschränkung liegt vor, wenn jemand durch die öffentliche Gewalt gegen seinen Willen daran gehindert wird, einen Ort aufzusuchen oder sich dort aufzuhalten, der ihm an sich (tatsächlich und rechtlich) zugänglich ist. Der Tatbestand der Freiheitsentziehung kommt erst in Betracht, wenn die – tatsächlich und rechtlich an sich gegebene – körperliche Bewegungsfreiheit nach jeder Richtung hin aufgehoben wird. Zudem setzt sie „eine besondere Eingriffsintensität und eine nicht nur kurzfristige Dauer der Maßnahme voraus“. „Von einer kurzfristigen Maßnahme ist in der Regel auszugehen, wenn sie absehbar die Dauer von ungefähr einer halben Stunde unterschreitet.“ Die Freiheitsentziehung bedarf einer gesetzlichen Grundlage (Art. 104 Abs. 1 Satz 1 GG). Über die Zulässigkeit und die Fortdauer einer Freiheitsentziehung hat ein Richter zu entscheiden (Art. 104 Abs. 2 GG). Vgl. auch Freiheitsstrafe, Jugendstrafe, Sicherungsverwahrung,  Polizeigewahrsam, Untersuchungshaft.
Die Unterbringung psychisch kranker Menschen in einer geschlossenen Abteilung aus Gründen der Gefahrenabwehr regeln die Psychisch-Kranken-Gesetze der einzelnen Bundesländer. Personen, die unter Betreuung stehen oder minderjährig sind, können zur Abwendung einer erheblichen Selbst- oder Fremdgefährdung nach § 1906, § 1631b BGB untergebracht werden. Freiheitsbeschränkungen im stationären Bereich (etwa Fixierung in Kliniken) bedürfen in jedem Fall der Genehmigung des Betreuungsgerichts (§ 1906 Abs. 2 S. 1 BGB).
Insbesondere für die Freiheitsentziehung im Rahmen der Abschiebungshaft sowie für freiheitsentziehende Maßnahmen nach dem Infektionsschutzgesetz gab es ein eigenes Verfahrensgesetz, das Gesetz über das gerichtliche Verfahren bei Freiheitsentziehungen vom 29. Juni 1956. Dieses Gesetz wurde zum 1. September 2009 aufgehoben und unter der Überschrift Freiheitsentziehungssachen in das neue FamFG (§§ 415 ff.) eingegliedert.

## Österreich
Die EMRK steht in Österreich in Verfassungsrang. Die persönliche Freiheit ist darüber hinaus in Art. 1 Abs. 1 des Bundesverfassungsgesetzes über den Schutz der persönlichen Freiheit geschützt und darf nur auf Grund eines Gesetzes eingeschränkt werden (Art. 1 Abs. 2 und 3 dieses Gesetzes).
Mögliche Gründe, die persönliche Freiheit zu entziehen, sind insbesondere die Untersuchungs- und die Strafhaft, geregelt in der Strafprozeßordnung oder die Freiheitsentziehung als Beugemittel wie die Vorführung eines Verdächtigen oder Zeugen vor Gericht. Die Freiheitsentziehung wegen Krankheit ist dann möglich, wenn der Betreffende eine Gefahrenquelle für die Ausbreitung ansteckende Krankheiten ist oder er wegen einer psychischen Erkrankung sich oder andere gefährdet. Das Unterbringungsgesetz gilt für Krankenanstalten und Abteilungen für Psychiatrie, in denen Personen in einem geschlossenen Bereich angehalten oder sonst Beschränkungen ihrer Bewegungsfreiheit unterworfen werden. Strafunmündige Kinder dürfen zwar nicht inhaftiert, aber einer Erziehungsmaßnahme in einem Heim zugeführt werden. Schließlich gibt es freiheitsentziehende fremdenpolizeiliche Maßnahmen, um die Ausweisung oder Auslieferung des Betreffenden zu sichern.

## Schweiz
Die Recht auf persönliche Freiheit ist in Art. 10 Abs. 2 der BV geschützt und darf nur auf Grund eines Gesetzes eingeschränkt werden (Art. 31 Satz 1 BV).
Freiheitsentzug kann im Rahmen der Untersuchungs- und Sicherheitshaft, des (vorzeitigen) stationären Straf- und Massnahmenvollzugs, der ausländerrechtlichen Administrativhaft sowie der fürsorgerischen Unterbringung angeordnet werden.